# Copa nicaragüenca de futbol
La copa nicaragüenca de futbol, o Copa de Nicaragua, és una competició per eliminatòries de Nicaragua de futbol. És organitzada per la Federación Nicaragüense de Fútbol (F.N.F.).

## Historial
Font:
- 1983: Deportivo Masaya
- 1984: FC San Marcos
- 1985-1990: no es disputà
- 1991: Real Estelí
- 1992-1994: no es disputà
- 1995: FC San Marcos
- 1996: Diriangén FC
- 1997: Diriangén FC
- 1998-2004: no es disputà
- 2005: Deportivo Masatepe
- 2006-2018: no es disputà
- 2019: